# Le Petit-Abergement
Le Petit-Abergement – miejscowość i dawna gmina we Francji, w regionie Owernia-Rodan-Alpy, w departamencie Ain. W dniu 1 stycznia 2016 roku z połączenia czterech ówczesnych gmin – Le Grand-Abergement, Hotonnes, Le Petit-Abergement oraz Songieu – powstała nowa gmina Haut Valromey. W 2013 roku populacja Le Petit-Abergement wynosiła 144 mieszkańców.